# Sabrina (série télévisée d'animation)
Pour les articles homonymes, voir Sabrina.
Le Secret de Sabrina
Sabrina, la série animée, ou simplement Sabrina et Sabrina, apprentie sorcière sur certaines éditions vidéo, (Sabrina: The Animated Series) est une série télévisée d'animation américaine en 65 épisodes de 25 minutes, créée par Savage Steve Holland et dont 52 épisodes ont été diffusés entre le 6 septembre 1999 et le 27 février 2000 dans le bloc de programmation Disney's One Too sur UPN et treize épisodes entre le 11 septembre 1999 et le 22 janvier 2000 sur le réseau ABC. Elle ressemble à la série Sabrina, l'apprentie sorcière créée par ABC (1996-2000) et par The WB (2000-2003).
C'est une adaptation de la série de comics Sabrina, l'apprentie sorcière de l'éditeur Archie Comics. C'est la sixième adaptation télévisée des aventures de Sabrina et la troisième en série d'animation.
Au Québec, la série a été diffusée à partir du 6 mars 2000 sur Télétoon, et en France à partir du 3 septembre 2000 sur TF1 puis rediffusée sur Disney Channel et Canal J. Au Maroc, elle était diffusée sur 2M.

## Synopsis
Dans la petite ville de Greendale vit Sabrina Spellman, une petite fille de douze ans presque comme les autres: elle est moitié humaine du côté de sa mère et moitié sorcière du côté de son père, d'où son statut d'apprentie sorcière. Elle vit avec ses deux tantes et son oncle. Accompagnée de ses amis Chloé et Harvey, et de son drôle de chat Salem, Sabrina se retrouve souvent embarquée dans des situations délirantes et comiques. Heureusement, la magie est là pour l'aider.

## Distribution

### Voix originales
- Emily Hart : Sabrina Spellman
- Melissa Joan Hart : Hilda et Zelda Spellman
- Nick Bakay : Salem Saberhagen
- Jay Brazeau : l'oncle Quigley
- Cree Summer : Chloe Flan
- Bill Switzer : Harvey Kinkle
- Chantal Strand : Gemini « Gem » Stone
- David Sobolov : le Génie de la Boîte
- Weird Al Yankovic : lui-même (caméo, saison 1épisode 14)

### Voix françaises
- Marie-Eugénie Maréchal : Sabrina Spellman
- Sylvie Jacob : Hilda Spellman
- Véronique Volta : Zelda Spellman
- Philippe Bellay : l'oncle Quigley
- Philippe Bozo : Salem Saberhagen
- Hervé Grull : Harvey Kinkle
- Caroline Pascal : Chloé Flan
- Karine Foviau : Émilie Stone
- Antoine Tomé : le Génie de la boîte à malices (Spookie Jar)

- Olivier Constantin : Weird Al Yankovic (Joe Bard en VF), divers voix chantées additionnelles
- Gilbert Lévy : voix additionnelles
Version française
  - Studio de doublage : L'Européenne de doublage[3]
  - Direction artistique : Gilbert Lévy
  - Adaptation : Catherine Zitouni, Caroline Carr, Gérard Rinaldi, Chantal Carrière, Vanessa Urban, Claude Cohen, Aquilino Ferreira

## Épisodes
Saison 1
1. Le Chasseur de sorcières (Most Dangerous Witch)
2. Chat alors (You Said A Mouse-ful)
3. Les Bottines Magiques (Boogie Shoes)
4. La Sorcière de Salem (Tail Of Two Kitties)
5. Harvey dessinateur de B.D (The Senses-Shattering Adventures Of Captain Harvtastic)
6. Une dure vie de sorcière (Witch Switch)
7. Une image parfaite (Picture Perfect)
8. Deux billets pour le concert (Field Trippin')
9. Je ne suis pas une héroïne (No Time To Be A Hero)
10. L'As des As (Extreme Harvey)
11. Une taille de guêpe  (Shrink To Fit)
12. La Disparition d'oncle Quigley (Has Anybody Seen My Quigley?)
13. Sabrina en campagne (Wag The Witch)
14. Sabrina Super-Star (Witchy Grrrls)
15. Un oncle pas comme les autres (Paranormal Pi)
16. L'Âge de raison (Anywhere But Here)
17. Halloween chez les sorcières (Nothin' Says Lovin' Like Something From A Coven)
18. Il était une loi… (Once Upon A Whine)
19. Docu-épouvantaire (Documagicary)
20. Licornes et Philtres d'amour (The Grandparent Trap)
21. Une amitié collante (I Got Glue Babe)
22. Un vélo d'enfer (Boy Meets Bike)
23. Dédoublement de personnalité (Upside Down Town)
24. En toute malice (The Importance Of Being Norma)
25. Sabrina joue Juliette (Stage Fright)
26. La sorcierose  (Witchitis)
27. Comment se débarrasser d'une belle-mère (My Stepmother The Babe)
28. L'Apprentissage d'une vraie sorcière (Absence Of Malissa)
29. La Machine à remonter le temps (This Is Your Nine Lives)
30. La planète des chiens (Planet Of The Dogs)
31. Un ami peut en cacher un autre (Hex-Change Students)
32. La Folie du samedi soir (Saturday Night Furor)
33. Peur et Stupeur (Scare Apparent)
34. Sabrina et les Extra-terrestres (The Hex Files)
35. Grandeur et Décadence (Stone Broke)
36. Le Mensonge de Salem (Salem's Plot)
37. Les Dents du bonheur (Molar Molar)
38. Harzilla (Harvzilla)
39. Sabrina et César (When In Rome)
40. Le Prix de la victoire (Field Of Screams)
41. Leçons de conduite (Driver Ed)
42. Cœur brisé (What Becomes Of The Broken Hearted?)
43. Drôles de clones (Send In The Clones)
44. Le Héros aux pieds d'argile (Feats Of Clay)
45. Conflit de génération (Generation Zap)
46. Le Bonhomme de neige (Board & Sorcery)
47. Des vacances magiques (Enchanted Vacation)
48. L'Examen de sorcellerie (Moldy Oldie)
49. Sabrina entre en jeu (Xabrina, Warrior Witch)
50. Visite éclair à Paris (Straight Outta Paris)
51. Un inventeur de génie (Strange New World)
52. Sorcellerie et Cinéma (Witchery Science Theatre)
53. L'Ami Imaginaire (You've Got A Friend)
54. Voyage au Moyen Âge (Hexcalibur)
55. La Petite Sorcière (Brina Baby)
56. Le Triangle des Bermudes (Witchwrecked)
57. Une pêche miraculeuse (Fish Schtick)
58. Les Trois Fantômes de Noël (Witchmas Carole)
59. La Mine Hantée (Truth Or Scare)
60. Sauvons la bibliothèque (Generation Hex)
61. Le Concours Radio (Working Witches)
62. Une Heure au soleil (Wiccan Of The Sea)
63. La Clé de mon cœur (Key To My Heart)
64. La Femme Espion (La Femme Sabrina)
65. Le Gang de vampires (The Bat Pack)

Épisodes spéciaux
1. Le film : Amis pour toujours (Friends Forever Movie)

## Produits dérivés

### DVD
- Sabrina, apprentie sorcière : En toute malice (3 juillet 2003) (ASIN B00009QI7H)

Durée : 130 minutes,
Contient 5 épisodes de 26' :
1. Une taille de guêpe  (Shrink To Fit)
2. Un vélo d'enfer (Boy Meets Bike)
3. En toute malice (The Importance Of Being Norma)
4. Chat alors (You Said A Mouse-ful)
5. Les Bottines Magiques (Boogie Shoes)